# Makandana
Makandana ist ein Verwaltungsbezirk (Ward) des Distrikts Rungwe in der tansanischen Region Mbeya.

## Geografie
Makandana  ist ein Bezirk im Südwesten von Tansania. Sein Gebiet umfasst den Südwesten der Stadt Tukuyu und das angrenzende Land. Die Grenze im Nordosten bildet die Nationalstraße T10. Die Fläche des Bezirks beträgt 17,2 Quadratkilometer und bei der Volkszählung 2022 lebten hier 8227 Menschen in 2259 Haushalten.

## Gliederung
Der Bezirk besteht aus zwei Orten (Kitongoji):
- Makandana
- Ndembela

## Wirtschaft und Infrastruktur
- Bildung: Die Ndembela Secondary School ist eine 1983 gegründete Privatschule,[5] die Kigugu Secondary School ist eine staatliche Schule, die Burschen und Mädchen bis zur 4. Stufe ausbildet.[6]
- Gesundheit: Das Krankenhaus in Makandana ist ein öffentliches Distriktkrankenhaus.[7]